# صفيراء رباعية الأجنحة
صفيراء رباعية الأجنحة وتعرف أيضاً باسم كواهي (الاسم العلمي:Sophora tetraptera) هي نوع نباتي يتبع جنس الصفيراء من فصيلة البقولية.